# Vertrag von Pontoise (1312)
Der Vertrag von Pontoise wurde am 11. Juli 1312 geschlossen zwischen Philipp IV., König von Frankreich, und Robert III., Graf von Flandern.
In das Vertrag von Athis-sur-Orge (1305) wurde zudem eine jährliche Abgabe von 20.000 Pfund zugesagt, und die Burgvogteien Lille, Douai und Béthune mussten an die Krone übergeben werden, weiterhin wurden den flämischen Bürgern erdrückende Entschädigungszahlungen und die Schleifung ihrer Stadtbefestigungen auferlegt. Die in den vergangenen Jahren zu politischem Selbstbewusstsein erlangten Bürger lehnten diesen Vertrag aber ab, weshalb die Krone über die Städte Flanderns faktisch keine Kontrolle erreichte. Der königliche Großkammerherr Enguerrand de Marigny handelte im Juli 1312 in Pontoise die „flandrischen Abtretungen“ aus, wonach die Krone im Besitz der drei Vogteien blieb und zugleich zur Hälfte auf den finanziellen Ausgleich verzichtete.